# René Enders
René Enders (Zeulenroda, 13 de febrero de 1987) es un deportista alemán que compite en ciclismo en la modalidad de pista, especialista en la prueba de velocidad por equipos.
Participó en tres Juegos Olímpicos de Verano, entre los años 2008 y 2016, obteniendo en total dos medallas de bronce en la prueba de velocidad por equipos (en Pekín 2008 junto con Maximilian Levy y Stefan Nimke y en Londres 2012 con Maximilian Levy y Robert Förstemann).
Ganó seis medallas en el Campeonato Mundial de Ciclismo en Pista entre los años 2009 y 2016, y dos medallas de oro en el Campeonato Europeo de Ciclismo en Pista, en los años 2011 y 2013.

## Medallero internacional
| Juegos Olímpicos   | Juegos Olímpicos         | Juegos Olímpicos  | Juegos Olímpicos      |
| Año                | Lugar                    | Medalla           | Competición           |
| ------------------ | ------------------------ | ----------------- | --------------------- |
| 2008               | Pekín (China)            | Medalla de bronce | Velocidad por equipos |
| 2012               | Londres (Reino Unido)    | Medalla de bronce | Velocidad por equipos |
| Campeonato Mundial |                          |                   |                       |
| Año                | Lugar                    | Medalla           | Competición           |
| 2009               | Pruszków (Polonia)       | Medalla de bronce | Velocidad por equipos |
| 2011               | Apeldoorn (Países Bajos) | Medalla de oro    | Velocidad por equipos |
| 2013               | Minsk (Bielorrusia)      | Medalla de oro    | Velocidad por equipos |
| 2014               | Cali (Colombia)          | Medalla de plata  | Velocidad por equipos |
| 2015               | Saint-Quentin (Francia)  | Medalla de bronce | Velocidad por equipos |
| 2016               | Londres (Reino Unido)    | Medalla de bronce | Velocidad por equipos |
| Campeonato Europeo |                          |                   |                       |
| Año                | Lugar                    | Medalla           | Competición           |
| 2011               | Apeldoorn (Países Bajos) | Medalla de oro    | Velocidad por equipos |
| 2013               | Apeldoorn (Países Bajos) | Medalla de oro    | Velocidad por equipos |

## Palmarés
- 2005
  - Campeón del mundo júnior en Velocidad por equipos (con Maximilian Levy y Benjamin Wittmann)
- 2006
  - Campeón de Europa sub-23 en Velocidad por equipos (con Michael Seidenbecher y Maximilian Levy)
- 2007
  - Campeón de Alemania en Velocidad por equipos (con Matthias John y Michael Seidenbecher) 
  - Campeón de Alemania en Keirin
- 2008
  - Medalla de bronce a los Juegos Olímpicos de Pekín en Velocidad por equipos (con Maximilian Levy y Stefan Nimke)
  - Campeón de Alemania en Velocidad por equipos (con Matthias John y Michael Seidenbecher)
- 2011
  - Campeón del mundo velocidad por equipos (con Maximilian Levy y Stefan Nimke)
  - Campeón de Europa Velocidad por equipos (con Stefan Nimke y Robert Förstemann)
- 2012
  - Medalla de bronce a los Juegos Olímpicos de Londres en Velocidad por equipos (con Maximilian Levy y Robert Förstemann)
- 2013
  - Campeón del mundo velocidad por equipos (con Maximilian Levy y Stefan Bötticher)
  - Campeón de Europa Velocidad por equipos (con Maximilian Levy y Robert Förstemann)
  - Campeón de Alemania en Velocidad por equipos (con Richard Assmus y Robert Förstemann)
- 2014
  - Campeón de Alemania en Velocidad por equipos (con Richard Assmus y Robert Förstemann)

### Resultados a la Copa del Mundo
- 2011-2012
  - 1.º en Cale y Londres, en Velocidad por equipos
- 2012-2013
  - 1.º en Glasgow, en Velocidad por equipos
- 2013-2014
  - 1r en Manchester y Aguascalientes, en Velocidad por equipos
- 2014-2015
  - 1.º en Londres, en Velocidad por equipos
- 2015-2016
  - 1.º en Cali y Cambridge, en Velocidad por equipos